# Bilan saison par saison des Islanders de New York
Les Islanders de New York sont une franchise de la Ligue nationale de hockey depuis 1972. Cette page retrace les résultats de l'équipe depuis cette première saison.

## Résultats
| Saison            | PJ             | V              | D              | N              | DP             | DTB            | BP             | BC             | Pts            | Classement                 | Séries éliminatoires                                                                 | Entraîneur                    |
| ----------------- | -------------- | -------------- | -------------- | -------------- | -------------- | -------------- | -------------- | -------------- | -------------- | -------------------------- | ------------------------------------------------------------------------------------ | ----------------------------- |
| 1972-1973         | 78             | 12             | 60             | 6              | —              | —              | 170            | 347            | 30             | 8e division Est            | Non qualifiés                                                                        | Phil Goyette Earl Ingarfield  |
| 1973-1974         | 78             | 19             | 41             | 18             | —              | —              | 182            | 247            | 56             | 8e division Est            | Non qualifiés                                                                        | Al Arbour                     |
| 1974-1975         | 80             | 33             | 25             | 22             | —              | —              | 264            | 221            | 88             | 3e division Patrick        | 2-1 Rangers 4-3 Penguins 3-4 Flyers                                                  | Al Arbour                     |
| 1975-1976         | 80             | 42             | 21             | 17             | —              | —              | 297            | 190            | 101            | 2e division Patrick        | 2-0 Canucks 4-2 Sabres 1-4 Canadiens                                                 | Al Arbour                     |
| 1976-1977         | 80             | 47             | 21             | 12             | —              | —              | 288            | 193            | 106            | 2e division Patrick        | 2-0 Black Hawks 4-0 Sabres 2-4 Canadiens                                             | Al Arbour                     |
| 1977-1978         | 80             | 48             | 17             | 15             | —              | —              | 334            | 210            | 111            | 1er division Patrick       | 3-4 Maple Leafs                                                                      | Al Arbour                     |
| 1978-1979         | 80             | 51             | 15             | 14             | —              | —              | 358            | 214            | 116            | 1er division Patrick       | 4-0 Black Hawks 2-4 Rangers                                                          | Al Arbour                     |
| 1979-1980         | 80             | 39             | 28             | 13             | —              | —              | 281            | 247            | 91             | 2e division Patrick        | 3-1 Kings 4-1 Bruins 4-2 Sabres 4-2 Flyers Vainqueur de la Coupe Stanley             | Al Arbour                     |
| 1980-1981         | 80             | 48             | 18             | 14             | —              | —              | 355            | 260            | 110            | 1er division Patrick       | 3-0 Maple Leafs 4-2 Oilers 4-0 Rangers 4-1 North Stars Vainqueur de la Coupe Stanley | Al Arbour                     |
| 1981-1982         | 80             | 54             | 16             | 10             | —              | —              | 385            | 250            | 118            | 1er division Patrick       | 3-2 Penguins 4-2 Rangers 4-0 Nordiques 4-0 Canucks Vainqueur de la Coupe Stanley     | Al Arbour                     |
| 1982-1983         | 80             | 42             | 26             | 12             | —              | —              | 302            | 226            | 96             | 2e division Patrick        | 3-1 Capitals 4-2 Rangers 4-2 Bruins 4-0 Oilers Vainqueur de la Coupe Stanley         | Al Arbour                     |
| 1983-1984         | 80             | 50             | 26             | 4              | —              | —              | 357            | 269            | 104            | 1er division Patrick       | 3-2 Rangers 4-1 Capitals 4-2 Canadiens 1-4 Oilers                                    | Al Arbour                     |
| 1984-1985         | 80             | 40             | 34             | 6              | —              | —              | 345            | 312            | 86             | 3e division Patrick        | 3-2 Capitals 1-4 Flyers                                                              | Al Arbour                     |
| 1985-1986         | 80             | 39             | 29             | 12             | —              | —              | 327            | 284            | 90             | 3e division Patrick        | 0-3 Capitals                                                                         | Al Arbour                     |
| 1986-1987         | 80             | 35             | 33             | 12             | —              | —              | 279            | 281            | 82             | 3e division Patrick        | 4-3 Capitals 3-4 Flyers                                                              | Terry Simpson                 |
| 1987-1988         | 80             | 39             | 31             | 10             | —              | —              | 308            | 267            | 88             | 1er division Patrick       | 2-4 Devils                                                                           | Terry Simpson                 |
| 1988-1989         | 80             | 28             | 47             | 5              | —              | —              | 265            | 325            | 61             | 6e division Patrick        | Non qualifiés                                                                        | Terry Simpson Al Arbour       |
| 1989-1990         | 80             | 31             | 38             | 11             | —              | —              | 281            | 288            | 73             | 4e division Patrick        | 1-4 Rangers                                                                          | Al Arbour                     |
| 1990-1991         | 80             | 25             | 45             | 10             | —              | —              | 223            | 290            | 60             | 5e division Patrick        | Non qualifiés                                                                        | Al Arbour                     |
| 1991-1992         | 80             | 34             | 35             | 11             | —              | —              | 291            | 299            | 79             | 5e division Patrick        | Non qualifiés                                                                        | Al Arbour                     |
| 1992-1993         | 84             | 40             | 37             | 7              | —              | —              | 335            | 297            | 87             | 3e division Patrick        | 4-2 Capitals 4-3 Penguins 1-4 Canadiens                                              | Al Arbour                     |
| 1993-1994         | 84             | 36             | 36             | 12             | —              | —              | 282            | 264            | 84             | 4e division Atlantique     | 0-4 Rangers                                                                          | Al Arbour                     |
| 1994-1995         | 48             | 15             | 28             | 5              | —              | —              | 126            | 158            | 35             | 7e division Atlantique     | Non qualifiés                                                                        | Lorne Henning                 |
| 1995-1996         | 82             | 22             | 50             | 10             | —              | —              | 229            | 315            | 54             | 7e division Atlantique     | Non qualifiés                                                                        | Mike Milbury                  |
| 1996-1997         | 82             | 29             | 41             | 12             | —              | —              | 240            | 250            | 70             | 7e division Atlantique     | Non qualifiés                                                                        | Mike Milbury Rick Bowness     |
| 1997-1998         | 82             | 30             | 41             | 11             | —              | —              | 212            | 225            | 71             | 4e division Atlantique     | Non qualifiés                                                                        | Rick Bowness Mike Milbury     |
| 1998-1999         | 82             | 24             | 48             | 10             | —              | —              | 194            | 244            | 58             | 5e division Atlantique     | Non qualifiés                                                                        | Mike Milbury Bill Stewart     |
| 1999-2000         | 82             | 24             | 49             | 8              | 1              | —              | 194            | 275            | 57             | 5e division Atlantique     | Non qualifiés                                                                        | Butch Goring                  |
| 2000-2001         | 82             | 21             | 51             | 7              | 3              | —              | 185            | 268            | 52             | 5e division Atlantique     | Non qualifiés                                                                        | Butch Goring Lorne Henning    |
| 2001-2002         | 82             | 42             | 28             | 8              | 4              | —              | 239            | 220            | 96             | 2e division Atlantique     | 3-4 Maple Leafs                                                                      | Peter Laviolette              |
| 2002-2003         | 82             | 35             | 34             | 11             | 2              | —              | 224            | 231            | 83             | 3e division Atlantique     | 1-4 Senators                                                                         | Peter Laviolette              |
| 2003-2004         | 82             | 38             | 29             | 11             | 4              | —              | 237            | 210            | 91             | 3e division Atlantique     | 1-4 Lightning                                                                        | Steve Stirling                |
| 2004-2005         | Saison annulée | Saison annulée | Saison annulée | Saison annulée | Saison annulée | Saison annulée | Saison annulée | Saison annulée | Saison annulée | Saison annulée             | Saison annulée                                                                       | Saison annulée                |
| 2005-2006         | 82             | 36             | 40             | —              | 3              | 3              | 230            | 278            | 78             | 4e division Atlantique     | Non qualifiés                                                                        | Steve Stirling Brad Shaw      |
| 2006-2007         | 82             | 40             | 30             | —              | 7              | 5              | 247            | 240            | 92             | 4e division Atlantique     | 1-4 Sabres                                                                           | Ted Nolan                     |
| 2007-2008         | 82             | 35             | 38             | —              | 6              | 3              | 194            | 243            | 79             | 5e division Atlantique     | Non qualifiés                                                                        | Ted Nolan Al Arbour Ted Nolan |
| 2008-2009         | 82             | 26             | 47             | —              | 4              | 5              | 201            | 279            | 61             | 5e division Atlantique     | Non qualifiés                                                                        | Scott Gordon                  |
| 2009-2010         | 82             | 34             | 37             | —              | 5              | 6              | 222            | 264            | 79             | 5e division Atlantique     | Non qualifiés                                                                        | Scott Gordon                  |
| 2010-2011         | 82             | 30             | 39             | —              | 7              | 6              | 229            | 264            | 73             | 5e division Atlantique     | Non qualifiés                                                                        | Scott Gordon Jack Capuano     |
| 2011-2012         | 82             | 34             | 37             | —              | 7              | 4              | 203            | 255            | 79             | 5e division Atlantique     | Non qualifiés                                                                        | Jack Capuano                  |
| 2012-2013         | 48             | 24             | 17             | —              | 4              | 3              | 139            | 139            | 55             | 3e division Atlantique     | 2-4 Penguins                                                                         | Jack Capuano                  |
| 2013-2014         | 82             | 34             | 37             | —              | 5              | 6              | 225            | 267            | 79             | 8e division Métropolitaine | Non qualifiés                                                                        | Jack Capuano                  |
| 2014-2015         | 82             | 47             | 28             | —              | 1              | 6              | 252            | 230            | 101            | 3e division Métropolitaine | 3-4 Capitals                                                                         | Jack Capuano                  |
| 2015-2016         | 82             | 45             | 27             | —              | 10             |                | 232            | 216            | 100            | 4e division Métropolitaine | 4-2 Panthers 1-4 Lightning                                                           | Jack Capuano                  |
| 2016-2017         | 82             | 41             | 29             | —              | 12             |                | 241            | 242            | 94             | 5e division Métropolitaine | Non qualifiés                                                                        | Jack Capuano Doug Weight      |
| 2017-2018         | 82             | 35             | 37             | —              | 10             |                | 264            | 296            | 80             | 7e division Métropolitaine | Non qualifiés                                                                        | Doug Weight                   |
| 2018-2019         | 82             | 48             | 27             | —              | 8              |                | 228            | 196            | 103            | 2e division Métropolitaine | 4-0 Penguins 0-4 Hurricanes                                                          | Barry Trotz                   |
| 2019-2020         | 68             | 35             | 23             | -              | 10             |                | 192            | 193            | 58.8%          | 7e conférence Est          | 3-1 Panthers (tour préliminaire) 4-1 Capitals 4-3 Flyers 2-4 Lightning               | Barry Trotz                   |
| 2020-2021 Détails | 56             | 32             | 17             | -              |                |                | 156            | 128            | 71             | 4e conférence Est          | 4-2 Penguins 4-2 Bruins 3-4 Lightning                                                | Barry Trotz                   |